# Dan Welcher
Dan Welcher (Rochester, New York, 2 maart 1948) is een Amerikaans componist, muziekpedagoog en dirigent.

## Levensloop
Welcher deed zijn studies voor piano, fagot en compositie aan de Eastman School of Music in zijn geboortestad en aan de Manhattan School of Music in New York. Zijn leraren waren onder andere Warren Benson, Samuel Adler en Ludmilla Ulehla. Hij kreeg orkestervaring als eerste fagottist in het Louisville Orchestra van 1972 tot 1978 en voltooide tegelijkertijd zijn studies in muziektheorie en compositie aan de Universiteit van Louisville, in Louisville, Kentucky.
In de zomer 1976 was hij docent voor compositie en fagot tijdens het Aspen Music Festival en bleef 14 jaar in deze functie. In 1978 werd hij docent aan de Universiteit van Texas, in Austin en nam de verantwoordelijkheid voor het New Music Ensemble. Eveneens was hij assistent-dirigent van het Austin Symphony Orchestra van 1980 tot 1990. Het was ook in Texas, waar zijn talent als dirigent groeide en hij dirigeerde meer dan 120 premières van nieuwe werken sinds 1980. Hij behaalde het Lee Hage Jamail Regents Professorship voor compositie aan de School of Music van de Universiteit van Texas, in Austin.
In 1990 werd hij Composer in Residence bij het Honolulu Symphony Orchestra in verband met het project Meet the Composer Orchestra Residencies.
Tijdens zijn dirigentschap in Honolulu heeft hij meer dan dertig concerten verzorgd en stelde het publiek een grote aantal premières in de serie Discoveries voor. In Honolulu ontstonden ook een werk voor de concerten voor kinderen, Haleakala: How Maui Snared the Sun, voor spreker en orkest en zijn ambitieuze eerste symfonie. Hij verzorgde ook een wekelijks radioprogramma, Knowing the Score, gedurende de drie jaar in Honolulu. Dit werd later ook in Austin uitgezonden en het werd in 1999 bekroond met de ASCAP-Deems Taylor Broadcast Award als programma, dat in Texas de kinderen van de basisschool de grondbeginselen van de compositie verklaarde.
Toen hij terugkwam naar Austin nam hij zijn functie aan de universiteit van Texas op en schreef meestal opdrachtwerken. Welcher kreeg talrijke prijzen en onderscheidingen zoals de beurs van de Guggenheim Foundation, de National Endowment for the Arts, de The Reader's Digest/Lila Wallace Foundation, de Rockefeller Foundation. Tegenwoordig woont hij met zijn familie in Bastrop, Texas. Hij componeerde voor vele genres zoals opera, werken voor orkest en harmonieorkest, concerten voor verschillende instrumenten, vocale muziek, koormuziek, kamermuziek en werken voor piano.

## Composities

### Werken voor orkest
- 1974 Concerto, voor fluit en orkest
- 1975 Concerto da camera, voor fagot en klein orkest
- 1976 Dervishes - Ritual Dance Scene, voor orkest
- 1980 The Visions of Merlin, voor orkest
  1. Epilogue: The Crystal Cave
  2. Prologue: Merlin the Enchanter
  3. Stonehenge: The Giants' Dance
  4. The Red and White Dragons
  5. The Sight, I
  6. The Sight, II
- 1985 Prairie light: Three Texas Water Colors of Georgia O'Keeffe
  1. Canyon with Crows
  2. Light Coming on the Plains
  3. Starlight Night
- 1989 Concerto, voor klarinet en orkest
- 1989 Castle Creek Fanfare, ouverture
- 1991 Bridges, vijf stukken voor strijkorkest
- 1991 Haleakala: How Maui Snared the Sun, voor spreker en orkest
- 1992 Symfonie no. 1
- 1993 Concerto, voor viool en orkest
  1. Games and Songs
  2. Lullabye and Tarantella
  3. March, Quickstep, and Duel
- 1993-1994 Concerto «Shiva's Drum», voor piano en orkest
  1. Fate
  2. Fire
  3. Time
- 1994 Night Watchers - Symfonie no. 2, voor groot orkest
  1. Music of the Spheres
  2. Putting Up The Stars
  3. The Delight of God
  4. Twilight of the Dawn
- 1996 Bright Wings: Valediction, voor groot orkest
- 1998 Spumante, feestelijke ouverture
- 1999 Venti Di Mare: Fantasy-Concerto, voor hobo en klein orkest
  1. Introduction: Calling the Winds
  2. Recalling the Winds
  3. Scirocco
  4. The Doldrums
  5. The Homeward Trades
  6. The Outbound Trades
- 1999 Beyond Sight, symfonisch gedicht naar Plato
- 2004 Concerto, voor pauken en orkest
- 2005 Jackpot: A Celebratory Overture, voor groot orkest

### Werken voor harmonieorkest
- 1984 Arches, impressies voor harmonieorkest
- 1988 The Yellowstone Fires
- 1989 Castle Creek Overture
- 1994 Zion (uitgetekend met de American Bandmasters Association (ABA) / Ostwald Prize in 1996)
- 1997 Circular Marches, voor groot harmonieorkest (zie ook: Symphony No. 3 «Shaker Life»)
- 1997 Laboring Songs, voor groot harmonieorkest (zie ook: Symphony No. 3 «Shaker Life»)
- 1997 Symphony No. 3 «Shaker Life»
  1. Circular Marches
  2. Laboring Songs
- 1999 Spumante, voor harmonieorkest
- 2000 Perpetual Song
- 2001 Songs Without Words, vijf bewegende stukken voor harmonieorkest
- 2002 Minstrels of the Kells
  1. Airs in the Mist ("Loch na gCaor", "Port na b Pucar" en "Blind Mary")
  2. Reelin' and Jiggin' ("Come West Along the Road", "Ger the Rigger", "Gypsy Princess", "Road to Lisdoonvarna", "The Wild Irishman" en "The Humours of Ennistymon")
- 2003 Glacier, voor groot harmonieorkest
- 2005 Symphony No. 4 «American Visionary»

### Oratoria en gewijde muziek
- 1999 JFK: The Voice of Peace, oratorium voor spreker, solisten, cello solo, gemengd koor en orkest

### Muziektheater

#### Opera's
| Voltooid in | titel        | aktes                  | première | libretto                                           |
| ----------- | ------------ | ---------------------- | -------- | -------------------------------------------------- |
| 1986        | Della's Gift | 2 aktes                |          | Paul Woodruff, naar Gifts of the Magi van O. Henry |
| 2003        | Holy Night   | drie scènes en epiloog |          |                                                    |

### Werken voor koor
- 2004 Leaves of Grass, voor gemengd koor - tekst: dichtbundel Leaves of Grass van Walt Whitman

### Vocale muziek
- 1976 The Bequest, voor sopraan en fluit
- 1979 Abeja Blanca, voor mezzo-sopraan, althobo en piano - tekst: Pablo Neruda
- 1984 Fox Femina, voor sopraan, fluit, klarinet, viool, cello en piano
- 1985 Evening Scenes: Three Poems of James Agee, voor tenor, fluit, klarinet, piano, slagwerk, viool en cello
- 2000 Canticle of the Sun, voor mezzo-sopraan, gemengd koor en orgel
- 2001 Everyone I know is crying, voor sopraan en piano
- 2001 Remembrance in black and white, voor mezzo-sopraan, fluit, klarinet, viool, altviool, cello, piano en slagwerk
- Enough, voor bariton en piano

### Kamermuziek
- 1967 Blazerskwintet no. 1
- 1968 Elizabethan Varitions, voor vier blokfluiten
- 1977 Blazerskwintet no. 2
- 1982 Koperkwintet
- 1986 Hauntings, voor tuba-ensemble
- 1986 Listen up! A Guide to Melody, Harmony, Rhythm, Tonecolor and Counterpoint, voor blazerskwintet
- 1987 Firewing: The Flame and the Moth, voor hobo en slagwerk
- 1988 Strijkkwartet no. 1
- 1990 Stigma, voor contrabas solo en piano
- 1992 Harbor Music: Strijkkwartet no. 2
- 1995 Dante Dances voor klarinet en piano
  1. Charleston (for Cerberus)
  2. Gymnopédie (for Paolo & Francesca)
  3. Introduction: Gates of Hell
  4. Polka (for the Furies)
  5. Schottishe (for Ulysses)
  6. Tango (for Charon)
  7. Tarantella (for Gianni Schinni)
- 1995 Phaedrus, voor viool, klarinet en piano
  1. Apollo's Lyre (Invocation and Hymn)
  2. Dionysus' Dream - Orgy (Ritual Dance)
- 1997 Mill Songs (Four Metamorphoses after Schubert), voor hobo en fagot
  1. The Hunter ("Der Jäger")
  2. The Inquisitive Man ("Der Neugerige")
  3. The Miller and the Brook ("Der Müller und der Bach")
  4. Wandering ("Das Wandern")
- 2001 Quintet, voor klarinet en strijkkwartet
- 2002 The Wind won't listen, fantasie voor fagot en strijkkwartet
  1. Romanza "Everyone I Know is Crying"
  2. Recitative and Variations "Life makes itself without us"

### Werken voor piano
- 1972 Sonatina
- 1979 Dance Variations
- 1999 The Birth of Shiva
- 2004 Nocturne for Dani (Falling Fifths)

### Werken voor beiaard
- 1982 Fantasy: In Memoriam Anwar Sadat

### Werken voor slagwerk
- Chameleon Music, voor tien slagwerkers